# Michal Stefanu
Michal Stefanu (1965) es un deportista checo que compitió en tenis de mesa adaptado. Ganó cinco medallas en los Juegos Paralímpicos de Verano entre los años 1996 y 2004.

## Palmarés internacional
| Juegos Paralímpicos | Juegos Paralímpicos      | Juegos Paralímpicos | Juegos Paralímpicos |
| Año                 | Lugar                    | Medalla             | Prueba              |
| ------------------- | ------------------------ | ------------------- | ------------------- |
| 1996                | Atlanta (Estados Unidos) | Medalla de plata    | Individual 4        |
| 2000                | Sídney (Australia)       | Medalla de oro      | Individual 4        |
| 2000                | Sídney (Australia)       | Medalla de bronce   | Equipo 4            |
| 2004                | Atenas (Grecia)          | Medalla de oro      | Equipo 5            |
| 2004                | Atenas (Grecia)          | Medalla de plata    | Individual 4        |